# Ernst Carstanjen
Ernst Carstanjen (* 2. Juli 1836 in Duisburg; † 13. Juli 1884 in Leipzig) war ein deutscher Chemiker.

## Werdegang und berufliches Wirken
Carstanjen entstammte einer Familie, die durch die Rheinschifffahrt zwischen Rotterdam und Duisburg im 18. Jahrhundert zu Wohlstand gelangte. Ernst Carstanjen ermöglichte dem Familienunternehmen Fa. Carl & Wilhelm Carstanjen in den 1850er-Jahren den Strukturwandel.
Nach dem Gymnasium begann er 1854 zunächst Bergwissenschaften an der Universität Bonn zu studieren und setzte dieses Studium nach einem zweijährigen praktischen Kurs in Essen an der Bergakademie Freiberg fort. Er schloss sich dem Corps Hansea Bonn und dem Corps Franconia Fribergensis an. Danach konzentrierte er sich auf die Chemie. Er promovierte 1861 in Berlin über Kobalt-Ammoniak-Verbindungen und wurde daraufhin Assistent von Franz Leopold Sonnenschein. 1868 habilitierte er sich als Dozent der Chemie an der Universität Leipzig. Er widmete sich danach vor allem der Organischen Chemie. Er lehrte in Leipzig bis zu seinem Tod, seit 1873 als außerordentlicher Professor. Er war ein Gründungsmitglied und 1. Vorsitzender des 1875 gegründeten Entomologischen Vereins Fauna zu Leipzig.
Seine Publikationen befassten sich unter anderem mit dem Thallium, den Chinonen und der Knallsäure.
Ernst Carstanjen wurde im Ehrengrab der Universität Leipzig in der V. Abteilung des Neuen Johannisfriedhofs beerdigt.